# 刘大为 (画家)

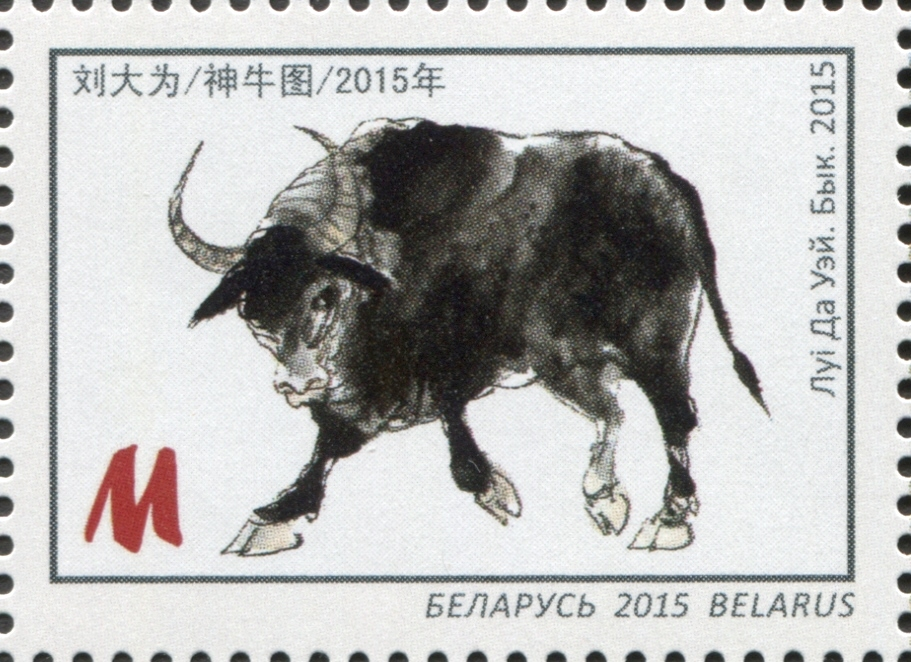
神牛图

刘大为（1945年10月22日—），男，籍贯山东诸城，中国当代画家，解放军艺术学院美术系教授、主任、中国美术家协会原主席。中国共产党党员。
因是专业技术三级以上的中国人民解放军文职干部，误称为「文职中将」:28、「將軍畫家」。2015年4月，被误指涉入毕福剑酒桌唱戏事件。2018年12月中国美术家协会换届后，刘大为从公众视线中消失，疑因贪腐被调查。

## 生平
刘大为自述为山东诸城人:16。出生地有诸城县、潍县:86两种说法。1951年，刘大为与家人移居内蒙古包头。自幼随祖父学习书法。少年时，接受美术训练:F0002。1968年，刘大为毕业于内蒙古师范大学美术系。
2008年，当选第十一届全国政协委员，代表文化艺术界，分入第二十八组。并担任教科文卫体委员会专委。